# Birtley (Tyne and Wear)
Pour les articles homonymes, voir Birtley.
Birtley est une localité d'Angleterre située dans le district métropolitain de Gateshead du Tyne and Wear. Sa population est estimée à 8 367 habitants en 2011.